# Dodici cavalli
Dodici cavalli (Tolv utemte hester) è un romanzo poliziesco del 2023 dell'autrice norvegese Anne Holt, il dodicesimo dedicato alle vicende di Hanne Wilhelmsen.
Il libro ha vinto il Premio Riverton 2025.

## Edizioni in italiano
- Anne Holt, Dodici cavalli, traduzione di Margherita Podestà Heir, Torino, Einaudi, 2024.